# 해월신사 법설
《해월신사 법설》(海月神師法說)은 최시형이 설법한 것을 후에 천도교 교단에서 엮어서 펴낸 천도교의 경전이다. 

## 구성
1. 천지이기
2. 천지부모
3. 도결
4. 천지인.귀신.음양
5. 허와 실
6. 심령지령
7. 대인접물
8. 영부주문
9. 수심정기
10. 성경신
11. 독공
12. 성인지덕화
13. 천도와 유불선
14. 오도지삼황
15. 개벽운수
16. 수도법
17. 부화부순
18. 부인수도
19. 향아설위
20. 용시용활
21. 삼경
22. 천어
23. 이심치심
24. 이천식천
25. 양천주
26. 내수도문
27. 내칙
28. 십무천
29. 임사실천십개조
30. 명심수덕
31. 수도
32. 삼재
33. 포덕
34. 오도지운
35. 강서
36. 강시
37. 기타